# Heteronychus andersoni
Heteronychus andersoni är en skalbaggsart som beskrevs av William Jack 1923. Heteronychus andersoni ingår i släktet Heteronychus och familjen Dynastidae. Inga underarter finns listade i Catalogue of Life.